# Обухівка (Ростовська область)
Обухівка (рос. Обуховка — хутір, найбільше поселення в Єлісаветинському сільському поселенні Азовського району Ростовської області, розташований у дельті Дону на правому березі правого гирла Дону Каланчі нижче устя Казачого Єрика.
Населення хутора 1081 особа (2010 рік).
На Ростов ходять автобуси.
У Обухівці розташовані судоремонтний завод «Обуховський» й Обуховський вантажний термінал. Північніше Обухівки лежить велике нафтогазове родовище, основна частина якого — у М'ясниковському районі.
У Обухівці середня школа й будинок культури.

## Історія
Назва, як вважається, походить від засновника хутора — козака Обуха, що, ймовірно, створив рибальську ватагу в кінці 18-го сторіччя. Носії прізвища Абухов (Обухов) поширено на семи донських станицях.
Уперше згадується в польових журналах Єлісаветівської станиці за 1838 рік, у розділі «О слободах, поселеннях, хуторах й млинах на першій ділянці (Єлісаветівського) юрта».
На 1859 рік у складі Єлісаветівського юрту в Обухівському козацькому хуторі налічувалося 289 дворових садиб; 1038 осіб (548 чоловіків та 490 жінок); 42 рибальських ватаг.

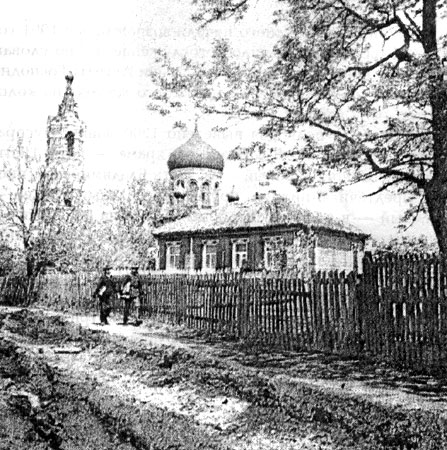
Обухівський Преображенський храм до Жовтневого перевороту 1917 року

1864 року у Обухівці зведено Преображенський храм.
На 1873 рік на Обухівському хуторі було 319 дворових садиб, 129 бездворових садиб; 2213 осіб (1191 чоловіків й 1022 жінки).
1910 року до Преображенського храму добудували колокольню.
1936 року створено Обухівський козацький хор.
1942 року під час насту на Ростов німці висадили у Обухівці десант. Радянські моряки Окремого Донського загону оборонялися на заході Обухівки, викликали вогонь бронепоїзда «За Родину!» та берегової артилерії Азова на німців й знищили їх висадкою радянської морської піхоти Ц.Кунікова біля Обухівки. 
24 березня 2013 року стався повінь, що затопив школу.  

## Обухівський народний козацький хор
Хор створено 1936 року за участю відомого фольклориста Олександра Листопадова. 1948 року по запрошенню радянського уряду хор виступав у Кремлі. 1963 року хору у РРФСР надано звання народного. З 2000 року керує хором старший урядник Всевеликого Війська Донського Григорій Половинка.